# Lepuix-Neuf
Lepuix-Neuf település Franciaországban, Territoire de Belfort megyében. Lakosainak száma 315 fő (2022. január 1.). Lepuix-Neuf Hindlingen, Friesen, Ueberstrass, Courtelevant, Réchésy és Suarce községekkel határos.

## Népesség
A település népességének változása:
| Lakosok száma | 289  | 295  | 296  | 298  | 300  | 303  | 308  | 313  | 315  |
|               | 2013 | 2015 | 2016 | 2017 | 2018 | 2019 | 2020 | 2021 | 2022 |